# Année Zéro (série télévisée)
Pour les articles homonymes, voir Année zéro.
Production
Diffusion
Année Zéro est une série télévisée franco-belge  réalisée par Olivier Barma d'après un scénario de Céleste Balin et Maxime Crupaux et diffusée en France à partir du 3 janvier 2023 sur M6 et en Belgique à partir du 28 décembre 2023 sur RTL plug.
Cette fiction est une coproduction de Merlin productions, Mediawan, Be-FILMS et Umedia pour M6,, réalisée avec la participation de RTL tvi et avec le soutien du Tax shelter du gouvernement fédéral de Belgique.

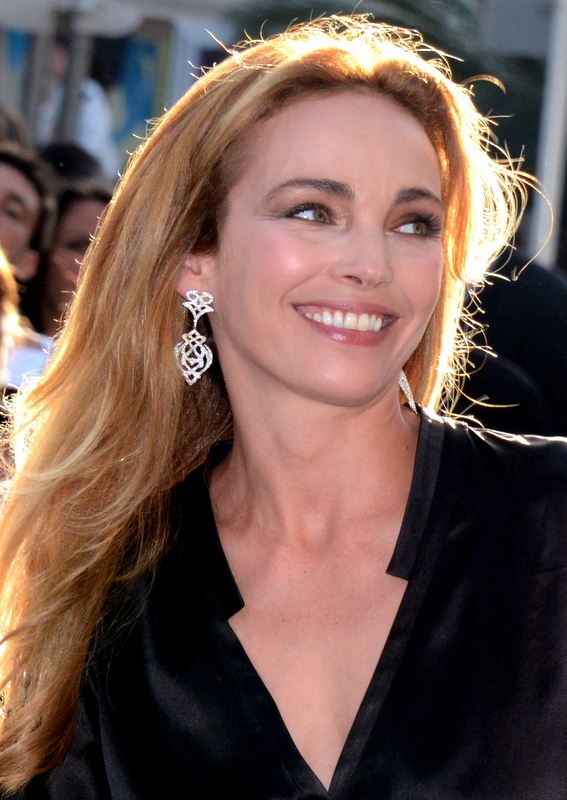
Claire Keim.

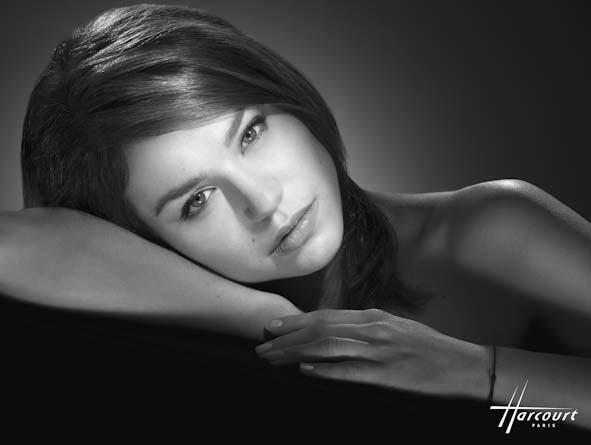
Émilie Dequenne.

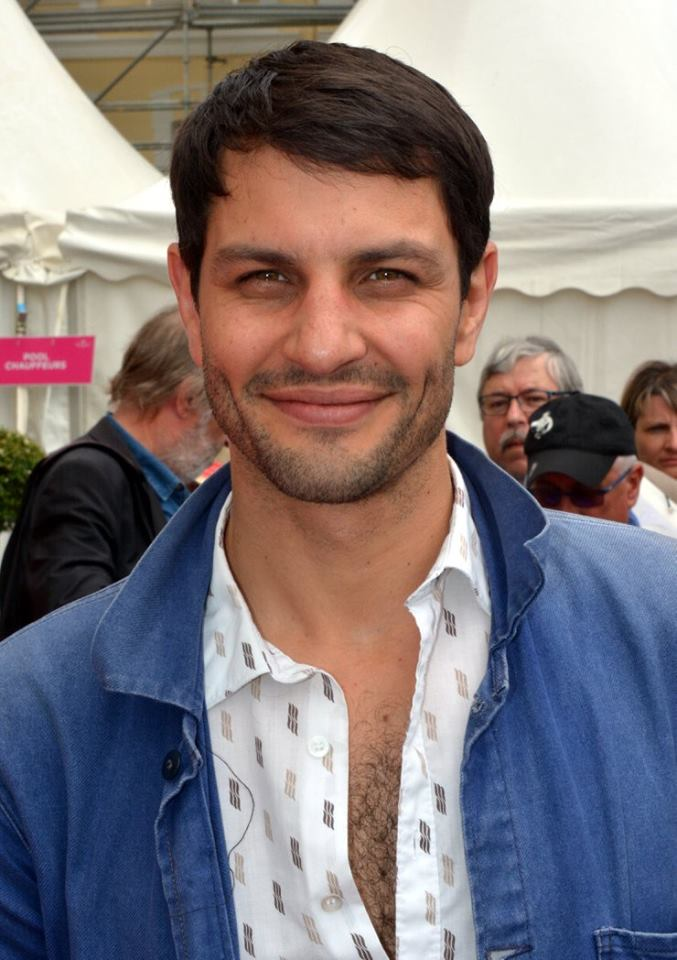
Marc Ruchmann.

## Synopsis
31 décembre 2023. Marc Honoré, chirurgien cardiaque renommé, est retrouvé assassiné dans son bureau de l'hôpital dont il venait d'être renvoyé à la suite de plusieurs morts suspectes parmi ses patients. Son épouse Anna, son ami Cédric et Juliette, une policière dont le mari est décédé le 2 janvier 2023 après son opération par Marc Honoré, sont mystérieusement ramenés un an en arrière dans un ascenseur qui se bloque à minuit : lorsqu'ils sortent de l'ascenseur, ils trouvent Marc en train de fêter le Nouvel an 2023 avec ses collègues de l'hôpital. Rentré chez lui, Cédric constate qu'il n'y plus aucune trace dans son appartement de sa fiancée, rencontrée lors de la de la Saint-Valentin 2023. Juliette, de son côté, est trop heureuse de retrouver son mari, encore en vie au 1er janvier 2023. Anna et Cédric décident d'identifier l'assassin de Marc : Juliette, d'abord réticente, accepte de se joindre à eux mais chacune de leurs décisions modifie l'année 2023 qu'ils ont vécue.

## Distribution

### Personnages principaux
- Claire Keim : Anna Honoré
- Émilie Dequenne : lieutenant Juliette Kharoub
- Marc Riso : Cédric, l'ambulancier, meilleur ami de Marc Honoré
- Éric Caravaca : Marc Honoré
- Marc Ruchmann : Simon
- Foëd Amara : Karim Kharoub, le mari de Juliette
- Sofia Roser : Inès Kharoub, la fille de Juliette
- Loup-Denis Elion : Stéphane, le collègue policier de Juliette
- Elisa Erka : Margot de Michelis
- Paul Mauch : Pavel

### Autres personnages
- Gérard Dubouche : le commandant
- Guillaume Bursztyn : Monsieur Marty
- Audrey Le Bihan : Carole, la voisine de Cédric
- Pierre Laplace : Robert, l'agent de sécurité de l'hôpital

## Production

### Genèse et développement
La série est créée et écrite par Céleste Balin, Maxime Crupaux, Céline Dréan, Germain Huard et Gaëlle Baron,,.

### Attribution des rôles
Après les séries Vise le cœur et Enquête à cœur ouvert, Claire Keim a été convaincue par le scénario d'Année Zéro. Elle confie à Jérémie Dunand, du site Allociné, qui était présent sur le lieu du tournage à Aulnay-sous-Bois : « J'ai trouvé le scénario très original, par rapport à tout ce que je lis d'habitude. Je n'étais pas dans l'optique de repartir sur une nouvelle série, mais je l'ai lu par acquit de conscience et j'ai bien fait. J'ai été vraiment surprise, c'est audacieux, ça ressemble aux séries anglo-saxonnes que j'adore. Il y a un pas de plus par rapport à ce qu'on a l'habitude de voir en fiction française ».  Elle souligne : « Je me souviens qu'après avoir regardé Black Mirror (sur Netflix), je m'étais pris une telle claque que je m'étais demandé : Pourquoi on n'arrive pas à faire ça en France ? Et je trouve que là, on fait un pas vers ça, vers la fiction 2.0 ».
La série a également permis la rencontre entre Claire Keim et Émilie Dequenne, qui avaient une forte envie de collaborer. Claire Keim confie à Jérémie Dunand : « Je rêvais de travailler avec Emilie, je suis en admiration totale. Elle fait vraiment partie des raisons qui m'ont donné envie d'être là. J'avais envie de voir comment elle travaille. J'adore sa manière d'appréhender les choses. Elle donne l'impression que tout est facile. Et elle me donne la patate ».
Émilie Dequenne, de son côté ne tarit pas non plus d'éloges sur sa partenaire : « On était vraiment heureuses de tourner toutes les deux ensemble. J'étais ravie de la rencontrer et de travailler avec elle. Je savais que ce serait quelqu'un de délicieux et d'intelligent, ça se voit. Et ce tournage avec elle, et tous nos partenaires de jeu, c'est un pur bonheur ».

### Tournage
Le tournage de la série a lieu du 17 mai au 11 juillet 2022  à Aix-en-Provence, à Marseille, à La Ciotat, à Paris et en région parisienne,,,.
Des scènes ont été tournées dans une aile désaffectée du centre hospitalier Robert-Ballanger d'Aulnay-sous-Bois, où l'équipe décoration a remis à neuf un étage afin d'y tourner les séquences se déroulant au sein du service de cardiologie. Le réalisateur Olivier Barma précise : « On a prévu deux ascenseurs - un ici et un autre à la faculté des sciences d'Orsay où nous avons tourné la fin de la scène, lorsque les trois personnages sortent de l'ascenseur - au sein desquels chaque paroi s'enlève ».
Le producteur Paul Schmitt (Merlin Productions) explique à Jérémie Dunand d'Allociné : « On a vraiment fait un gros travail de décoration. Il n'y avait pas d'ascenseurs aux endroits voulus, on les a créés. Et pour le personnage de Marc Riso, Cédric, qui habite dans un loft sous influence Brooklyn, on a trouvé un studio photo à Bagnolet qu'on a complètement aménagé ».
Claire Keim avoue : « Il y a un côté Shining dans cet hôpital désaffecté, on pourrait vraiment y tourner des films d'horreur, c'est hyper glauque ».

### Fiche technique
Sauf indication contraire, les informations mentionnées dans cette section peuvent être confirmées par la base de données cinématographiques Allociné,  présente dans la section « Liens externes ».
- Titre français : Année Zéro
- Genre : Thriller fantastique[3],[8]
- Production : Paul Schmitt (Merlin productions)
- Sociétés de production : Merlin productions, Mediawan, Be-FILMS et Umedia[2]
- Réalisation : Olivier Barma[1],[3],[8],[9]
- Scénario : Céleste Balin, Maxime Crupaux, Céline Dréan, Germain Huard et Gaëlle Baron[1],[3],[4]
- Musique : Laurent Aknin
- Décors : Cédric Henry
- Costumes : Marie-Noëlle Van Meerbeeck
- Photographie : Philippe Therasse
- Son : Yves Dacquay
- Montage : Constance Alexandre
- Pays de production :  France /  Belgique
- Langue originale : français
- Format : couleur
- Nombre de saisons : 1
- Nombre d'épisodes[3],[7],[9] : 4
- Durée : 52 minutes[3]
- Dates de première diffusion :
  - France : 3 janvier 2023 sur M6[4],[10]
  - Belgique : 28 décembre 2023 sur RTL plug[6]

## Accueil

### Audiences et diffusion

#### En France
En France, la série est diffusée les mardis vers 21 h 10 sur M6 par salve de deux épisodes les 3 et 10 janvier 2023.
| Épisode              | Diffusion             | Diffusion            | Audience moyenne          | Audience moyenne                       | Audience moyenne         | Audience moyenne | Réf.   |
| Épisode              | Jour                  | Horaire              | Nombre de téléspectateurs | Part de marché (sur les 4 ans et plus) | Part de marché (FRDA-50) | Classement       | Réf.   |
| -------------------- | --------------------- | -------------------- | ------------------------- | -------------------------------------- | ------------------------ | ---------------- | ------ |
| 1                    | Mardi 3 janvier 2023  | 21 h 10 - 22 h 10    | 1 703 000                 | 7,9 %                                  | 13,5 %                   | 4e               | ,      |
| 2                    | Mardi 3 janvier 2023  | 22 h 10 - 23 h 10    | 1 451 000                 | 7,8 %                                  | 13,5 %                   | 4e               | ,      |
| 3                    | Mardi 10 janvier 2023 | 21 h 10 - 22 h 10    | 1 421 000                 | 7 %                                    | 12,7 %                   | 4e               | [ 13 ] |
| 4                    | Mardi 10 janvier 2023 | 22 h 10 - 23 h 10    | 1 263 000                 | 7,3 %                                  | 12,7 %                   | 4e               | [ 13 ] |
|                      |                       |                      |                           |                                        |                          |                  |        |
| Moyenne de la saison | Moyenne de la saison  | Moyenne de la saison | 1 459 500                 | 7,5 %                                  | 13,1 %                   |                  |        |

- Les plus hauts chiffres d'audience
- Les plus bas chiffres d'audience

#### En Belgique
En Belgique, la série est diffusée les jeudis vers 20 h 00 sur RTL plug par salve de deux épisodes le 28 décembre 2023 et le 4 janvier 2024.
Les chiffres d'audience, trop bas, n'ont pas été publiés par Cim.be,.

### Accueil critique
Pour Jérémie Dunand, du site Allociné, Année Zéro est « un mélange audacieux entre polar, fantastique et comédie romantique ».
Le magazine Télé 7 jours juge que cette mini-série possède une enquête de bonne facture mais sans grande surprise : quant à l'intrigue fantastique, elle est malheureusement rapidement évacuée.
L'hebdomadaire Télé Star souligne que cette série, qui oscille entre trame fantastique et enquête policière, possède une magnifique distribution.
Le magazine TV Grandes Chaînes donne 2 étoiles à la série, jugeant que le démarrage est un peu bancal mais que les acteurs sont convaincants.
De son côté, l'hebdomadaire Télécâble Sat Hebdo donne 2 étoiles à cette mini-série qui possède une écriture maline et qui réserve des rebondissements surprenants.
Ciné-Télé-Revue est par contre nettement plus critique : « On ne peut parler ni d'un four, ni d'une franche réussite. Assurément audacieuse, cette série chorale tisse surtout en quatre épisodes une intrigue laborieuse, tant pour les téléspectateurs que pour les acteurs […] Malgré ses efforts pour proposer quelque chose de différent et rester réaliste, le scénario manque hélas de rythme et de subtilité. Il est néanmoins relevé par une réalisation soignée, et un casting plutôt convaincant ».